# Shotley Gate
Shotley Gate ist ein Dorf in Civil Parish Shotley im District Babergh in der Grafschaft Suffolk, England. Shotley Gate ist 13 km von Ipswich entfernt. Im Jahr 2011 hatte es eine Bevölkerung von 1511 Einwohnern.